# Parajubaea sunkha
Parajubaea sunkha är en enhjärtbladig växtart som beskrevs av M.Moraes. Parajubaea sunkha ingår i släktet Parajubaea och familjen Arecaceae. IUCN kategoriserar arten globalt som starkt hotad.
Artens utbredningsområde är Bolivia. Inga underarter finns listade i Catalogue of Life.